# Phthiria hesperia
Phthiria hesperia är en tvåvingeart som beskrevs av Hesse 1975. Phthiria hesperia ingår i släktet Phthiria och familjen svävflugor. Inga underarter finns listade i Catalogue of Life.